# Hubert Hudson
Hubert Hudson (Londen, 17 september 1886 - 15 juni 1942) was een Brits ontdekkingsreiziger.

## Biografie
Hudson nam in 1914 deel als stuurman aan de Endurance-expeditie naar Antarctica onder leiding van Ernest Shackleton. De expeditie strandde op Elephanteiland. Tijdens de zeereis van drijfijs naar Elephanteiland was Hudson verantwoordelijk voor een van de drie reddingssloepen, de Stancomb Wills. Na meer dan vier maanden op Elephanteiland werd de expeditie gered eind augustus 1916.
Tijdens de Eerste Wereldoorlog werkte Hudson op handelsschepen die voorzien waren van oorlogsmateriaal. In de Tweede Wereldoorlog werd de HMS Eaglet, waar Hudson in dienst was, getorpedeerd. Alle bemanningsleden kwamen om het leven.